# ヴィダーラ (ホテル)
ヴィダーラ（Vdara Hotel & Spa）は、アメリカ合衆国ネバダ州ラスベガスにあるコンドホテルである。
2009年12月1日にオープン。シティ・センター内にあり、全室スイートのデザインホテル。
ビルの曲面構造とガラス張りにより、2010年の時点で、ホテルのビル本体から反射した太陽光は凹面の中心にあるホテルのプール付近に集中したため、利用者や従業員に火傷を負わせたことが多発した。その後、ガラス張りは反射防止フィルムで覆われることになった。